# 旭町三丁目停留場
旭町三丁目停留場（日语：／ Asahimachi-sanchōme teiryūjō */?）是一個位於高知縣高知市旭町3丁目，屬於土佐電交通伊野線的電車站。

## 相鄰停留場
土佐電交通
伊野線
旭站前通－旭町三丁目－螢橋